# Sponde (maan)
Sponde is een natuurlijke maan van Jupiter. Hij werd ontdekt in 2001 door een team van astronomen van de Universiteit van Hawaï onder leiding van Scott S. Sheppard et al.  en kreeg de voorlopige naam S/2001 J5. Hij wordt ook JXXXVI (Jupiter 36) genoemd. De zwaartekracht aan het oppervlak is ongeveer 1/10.000 van de zwaartekracht op aarde. 

## Externe linsk
- Sponde (NASA Solar System Exploration)[dode link]
- Baanparameters (NASA Planetary Satellite Mean Orbital Parameters)